# Línea Serpujovsko-Timiriázevskaya (Metro de Moscú)

Trayecto de la línea Serpujovsko-Timiriázevskaya del Metro de Moscú.

La línea Serpujovsko-Timiriázevskaya o línea 9 (en ruso: Серпуховско-Тимирязевская Линия, Serpujovsko-Timiriázevskaya Líniya), es una línea de metro en la ciudad de Moscú, Rusia. Actualmente, con una longitud de 41,5km, es la segunda línea de metro más larga del mundo y la primera de Europa hasta que se inaugure por completo la línea 9 del metro de Barcelona, que la superará. 
La línea se inauguró en 1983, y se fue ampliando en los años 90 y a principios del siglo XXI, hasta llegar a un total de 25 estaciones que dispone en la actualidad.